# Triple witching day
Il triple witching day (traducibile in italiano come il giorno delle tre streghe), nel mercato della borsa valori statunitense, è il terzo venerdì dell'ultimo mese di ogni trimestre naturale in cui scadono alcuni titoli azionari.

## Caratteristiche
Il triple witching day è particolarmente seguito e, allo stesso tempo, temuto dai mercati finanziari mondiali per la concomitanza delle predette scadenze che comportano un aumento inconsueto degli scambi con una conseguente abnorme volatilità, tale da non consentire corrette strategie sulla previsione dei prezzi delle azioni.
I volumi scambiati possono raggiungere quantità eccezionali; l'incremento di tali volumi non è determinato, tuttavia, da valutazioni dei fondamentali delle azioni sottostanti ma è dovuto a operazioni speculative. Per questo motivo l'effetto sugli investitori di lungo periodo è generalmente minimo, visto che il mercato, dopo questa "scossa di assestamento", riprende il suo andamento naturale.

## I titoli interessati
Le scadenze riguardano contemporaneamente:
- i futures sugli indici;
- le opzioni sugli indici;
- le opzioni sulle azioni.

Usata è anche la locuzione quadruple witching day, poiché in tali date scadono anche i futures sulle azioni.
L'adempimento di questi contratti avviene nell'ultima ora di scambi (dalle 15 alle 16 EST, ora di New York, ovvero fra le 21 e le 22 CET, ora dell'Europa Centrale), della borsa di New York, la cosiddetta triple witching hour.

## Nel mondo
Fenomeni simili accadono anche per le borse diverse da quella americana, ma in tal caso spesso la scadenza dei vari contratti è diluita su più intervalli di tempo e non in una singola ora, come accade negli Hexensabbat della borsa tedesca.